# 1684 en France
Chronologie de la France
- 1680
- 1681
- 1682
- 1683
- 1684
- 1685
- 1686
- 1687
- 1688

Cette page concerne l'année 1684 du calendrier grégorien.

## Événements
- 11 - 17 janvier : froid très vif à Paris[1]. L'hiver, long et rigoureux, entraîne de mauvaises récoltes suivies de disettes.
- 21 janvier : interdiction par la France de créer des raffineries de sucre aux Antilles[2].

- 17 - 23 mai : Abraham Duquesne bombarde Gênes[3].

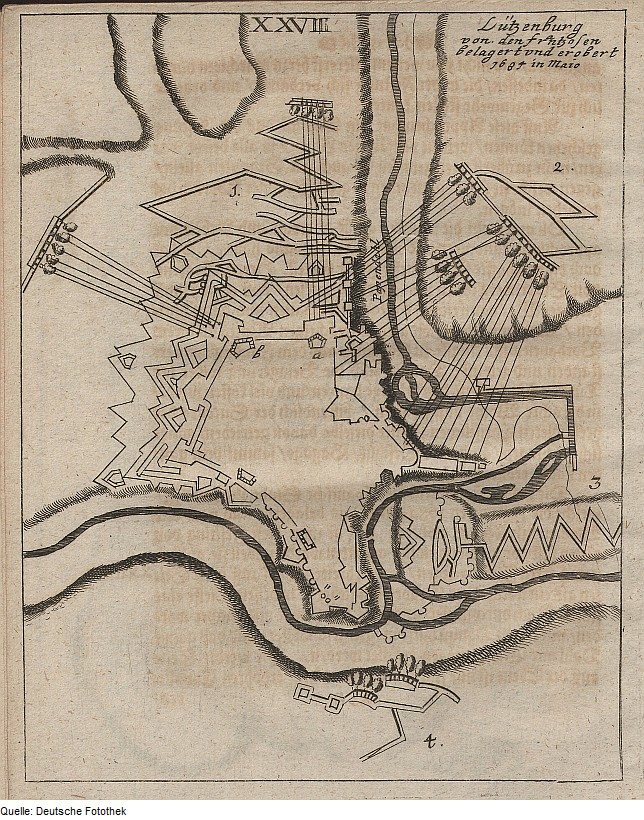
Plan du siège de Luxembourg et de l’attaque des troupes françaises.

- 4 juin : le maréchal de Créquy prend Luxembourg[4].
- 13 juin : mise en service de la machine de Marly[5].
- 29 juin : convention de La Haye entre la France et les Provinces-Unies. L’Espagne accepte une trêve de vingt ans[6].

- 3 juillet : Nicolas Boileau est reçu à l'Académie française[7].
- 4 juillet : ambassade d’Alger auprès de Louis XIV[8].
- 24 juillet : départ de La Rochelle d'une expédition de Cavelier de La Salle vers l'embouchure du Mississippi, qu'elle dépasse sans la voir le 10 janvier 1685[9].

- 15 août : trêve de Ratisbonne entre la France et l’empereur Léopold Ier[6]. Fin de la guerre des Réunions : les réunions effectuées par la France depuis 1680 sont acceptées pour vingt ans, mais ne peuvent se poursuivre.
- 18 septembre : ambassade siamoise à Versailles[10]. Narai, roi du Siam et son conseiller le Grec Constantin Phaulkon sollicitent l’aide française pour résister aux tentatives des Hollandais pour monopoliser le commerce extérieur du pays[11].
- Décembre : édit interdisant de plaider et de faire aucune procédures en Flandre maritime autrement qu’en français[12].